# Modelo de capas nuclear
| Física nuclear • Núcleo • Nucleones (p, n) • Materia nuclear • Fuerza nuclear • Estructura nuclear • Procesos nucleares |

En física nuclear, física atómica y química nuclear, el modelo de capas nuclear utiliza el principio de exclusión de Pauli para modelar la estructura del núcleo atómico en términos de niveles de energía. El primer modelo de capa fue propuesto por Dmitri Ivanenko (junto con E. Gapon) en 1932. Pero no fue desarrollado hasta 1949 gracias al trabajo independiente de varios físicos, en particular de Maria Goeppert-Mayer y J. Hans D. Jensen, quienes recibieron el Premio Nobel de Física de 1963 por sus contribuciones a este modelo; y de Eugene Paul Wigner, que recibió el Premio Nobel junto con ellos por su trabajo previo sobre los núcleos atómicos.
El modelo de capa nuclear es en parte análogo al modelo de las capas electrónicas, que describe la disposición de los electrones de un átomo, en el sentido de que una capa llena da como resultado una mejor estabilidad. Al agregar nucleones (protones y neutrones) a un núcleo, hay ciertos puntos donde la energía de unión del siguiente nucleón es significativamente menor que la del último. Esta observación de que hay números mágicos cuánticos específicos de nucleones que están más estrechamente unidos que el siguiente número superior, es el origen del modelo de capas:
2, 8, 20, 28, 50, 82, 126 (sucesión A018226 en OEIS)
Las capas de protones y neutrones son independientes entre sí. Por lo tanto, pueden existir tanto "núcleos mágicos", en los que un tipo de nucleones u otros cuya cantidad aparece en un número mágico, como "núcleos cuánticos doblemente mágicos", en los que ambos tipos lo están. Debido a las variaciones en el llenado orbital, los números mágicos superiores son 126 y, especulativamente, 184 para los neutrones, pero solo 114 para los protones, lo que determina un factor clave en la configuración de las denominadas islas de estabilidad. Se han encontrado algunos números semimágicos, en particular Z = 40, que proporciona el relleno de la capa nuclear para los distintos elementos. El 16 también puede ser un número mágico.
Para obtener estos números, el modelo de capa nuclear comienza con un potencial promedio con una forma entre un pozo cuadrado y un oscilador armónico. A este potencial se le suma un término de órbita de giro. Aun así, la perturbación total no coincide con los resultados experimentales, y hay que sumarle un acoplamiento empírico espín-órbita con al menos dos o tres valores diferentes de su constante de acoplamiento, dependiendo de los núcleos que se estudien.
Se puede llegar a los números mágicos de los núcleos, así como a otras propiedades, aproximando el modelo con un oscilador armónico tridimensional más una interacción espín-órbita. Un potencial más realista pero complicado se conoce como potencial de Woods-Saxon.

## Modelo de oscilador armónico modificado
Considérese un oscilador armónico tridimensional. Esto daría, por ejemplo, en los tres primeros niveles (siendo "ℓ" el número cuántico del momento angular):
| nivel n | ℓ | mℓ | ms   |
| ------- | - | -- | ---- |
| 0       | 0 | 0  | +1⁄2 |
| 0       | 0 | 0  | −1⁄2 |
| 1       | 1 | +1 | +1⁄2 |
| 1       | 1 | +1 | −1⁄2 |
| 1       | 1 | 0  | +1⁄2 |
| 1       | 1 | 0  | −1⁄2 |
| 1       | 1 | −1 | +1⁄2 |
| 1       | 1 | −1 | −1⁄2 |
| 2       | 0 | 0  | +1⁄2 |
| 2       | 0 | 0  | −1⁄2 |
| 2       | 2 | +2 | +1⁄2 |
| 2       | 2 | +2 | −1⁄2 |
| 2       | 2 | +1 | +1⁄2 |
| 2       | 2 | +1 | −1⁄2 |
| 2       | 2 | 0  | +1⁄2 |
| 2       | 2 | 0  | −1⁄2 |
| 2       | 2 | −1 | +1⁄2 |
| 2       | 2 | −1 | −1⁄2 |
| 2       | 2 | −2 | +1⁄2 |
| 2       | 2 | −2 | −1⁄2 |

El espaciado empírico entre las capas de protones y neutrones se obtiene numéricamente a partir de las energías de enlace observadas. Aparecen distintos espaciados en las capas relativas a los números mágicos etiquetados, y cuando

Los núcleos se construyen agregando protones y neutrones. Estos siempre llenarán el nivel más bajo disponible, con los dos primeros protones llenando el nivel cero, los siguientes seis protones llenando el nivel uno, y así sucesivamente. Al igual que con los electrones en la tabla periódica de los elementos, los protones en la capa más externa estarán relativamente unidos al núcleo si solo hay unos pocos protones en esa capa, porque están más lejos del centro del núcleo. Por lo tanto, los núcleos con una capa exterior de protones completa tendrán una energía de unión nuclear más alta que otros núcleos con un número total similar de protones. Lo mismo ocurre con los neutrones.
Esto significa que se espera que los números mágicos sean aquellos en los que todas las capas disponibles estén llenas. De acuerdo con los resultados experimentales, se tienen las cifras 2 (nivel 0 completo) y 8 (niveles 0 y 1 completos) para los dos primeros números. Sin embargo, el conjunto completo de números mágicos no se genera correctamente de acuerdo con el razonamiento aplicable a los electrones, y se deben calcular de la siguiente manera:
- En un oscilador armónico tridimensional el total de estados degenerados en el nivel n es {\displaystyle {(n+1)(n+2) \over 2}}.
- Debido al espín, la degeneración se duplica y es {\displaystyle (n+1)(n+2)}.
- Por lo tanto, los números mágicos serían: {\displaystyle \sum _{n=0}^{k}(n+1)(n+2)={\frac {(k+1)(k+2)(k+3)}{3}}} para todos los enteros k. Esto da los siguientes números mágicos: 2, 8, 20, 40, 70, 112, ..., que concuerdan con los resultados experimentales solo en las tres primeras entradas. Estos números son el doble de los números tetraédricos (1, 4, 10, 20, 35, 56,...) del triángulo de Pascal.

En particular, las primeras seis capas completas son:
- nivel 0: 2 estados (ℓ = 0) = 2.
- nivel 1: 6 estados (ℓ = 1) = 6.
- nivel 2: 2 estados (ℓ = 0) + 10 estados (ℓ = 2) = 12.
- nivel 3: 6 estados (ℓ = 1) + 14 estados (ℓ = 3) = 20.
- nivel 4: 2 estados (ℓ = 0) + 10 estados (ℓ = 2) + 18 estados (ℓ = 4) = 30.
- nivel 5: 6 estados (ℓ = 1) + 14 estados (ℓ = 3) + 22 estados (ℓ = 5) = 42.

donde por cada ℓ hay 2ℓ+1 valores diferentes de ml y 2 valores de ms, dando un total de 4ℓ+2 estados para cada nivel específico.
Estos números son el doble de los valores de los números triangulares del triángulo de Pascal: 1, 3, 6, 10, 15, 21,...

### Incluyendo una interacción espín-órbita
A continuación se incluye la interacción espín-órbita. Primero, se tiene que describir el sistema mediante los números cuánticos j, mj y la paridad en lugar de ℓ, ml y ms, como en un átomo hidrogenoide. Dado que cada nivel par incluye solo valores pares de ℓ, aparecen solo estados de paridad par (positiva). De manera similar, cada nivel impar incluye solo estados de paridad impar (negativa). Por lo tanto, se puede ignorar la paridad al contar los estados. Las primeras seis capas, descritas por los nuevos números cuánticos, son:
- nivel 0 (n = 0): 2 estados (j = 1⁄2). Paridad par.
- nivel 1 (n = 1): 2 estados (j = 1⁄2) + 4 estados (j = 3⁄2) = 6. Paridad impar.
- nivel 2 (n = 2): 2 estados (j = 1⁄2) + 4 estados (j = 3⁄2) + 6 estados (j = 5⁄2) = 12. Paridad par.
- nivel 3 (n = 3): 2 estados (j = 1⁄2) + 4 estados (j = 3⁄2) + 6 estados (j = 5⁄2) + 8 estados (j = 7⁄2) = 20. Paridad impar.
- nivel 4 (n = 4): 2 estados (j = 1⁄2) + 4 estados (j = 3⁄2) + 6 estados (j = 5⁄2) + 8 estados (j = 7⁄2) + 10 estados (j = 9⁄2) = 30. Paridad par.
- nivel 5 (n = 5): 2 estados (j = 1⁄2) + 4 estados (j = 3⁄2) + 6 estados (j = 5⁄2) + 8 estados (j = 7⁄2) + 10 estados (j = 9⁄2) + 12 estados (j = 11⁄2) = 42. Paridad impar.

donde para cada j hay 2j+1 diferentes estados a partir de diferentes valores de mj.
Debido a la interacción espín-órbita, las energías de estados del mismo nivel pero con diferente j ya no serán idénticas. Esto se debe a que en los números cuánticos originales, cuando {\displaystyle \scriptstyle {\vec {s}}} es paralelo a {\displaystyle \scriptstyle {\vec {l}}}, la energía de interacción es positiva, y en este caso j = ℓ + s = ℓ + 1⁄2. Cuando {\displaystyle \scriptstyle {\vec {s}}} es antiparalelo a {\displaystyle \scriptstyle {\vec {l}}} (es decir, alineado de manera opuesta), la energía de interacción es negativa y, en este caso, j=ℓ−s=ℓ−1⁄2. Además, la fuerza de la interacción es aproximadamente proporcional a ℓ.
Por ejemplo, considérense los estados en el nivel 4:
- Los 10 estados con j = 9⁄2 provienen de ℓ = 4 y s paralelo a ℓ. Por lo tanto, tienen una energía de interacción espín-órbita positiva.
- Los 8 estados con j = 7⁄2 provienen de ℓ = 4 y s antiparalelo a ℓ. Por lo tanto, tienen una energía de interacción espín-órbita negativa.
- Los 6 estados con j = 5⁄2 provienen de ℓ = 2 y s paralelo a ℓ. Por lo tanto, tienen una energía de interacción espín-órbita positiva. Sin embargo, su magnitud es la mitad en comparación con los estados con j = 9⁄2.
- Los 4 estados con j = 3⁄2 provienen de ℓ = 2 y s antiparalelo a ℓ. Por lo tanto, tienen una energía de interacción espín-órbita negativa. Sin embargo, su magnitud es la mitad en comparación con los estados con j = 7⁄2.
- Los 2 estados con j = 1⁄2 provienen de ℓ = 0 y por lo tanto tienen energía de interacción espín-órbita cero.

### Cambiando el perfil del potencial
El potencial de un oscilador armónico {\displaystyle V(r)=\mu \omega ^{2}r^{2}/2} crece infinitamente a medida que la distancia desde el centro r llega al infinito. Un modelo más realista, como el potencial de Woods-Saxon, se acercaría a una constante en este límite. Una consecuencia principal es que el radio promedio de las órbitas de los nucleones sería mayor con un potencial más realista. Esto lleva a un término reducido {\displaystyle \scriptstyle \hbar ^{2}l(l+1)/2mr^{2}} en el operador laplaciano del operador hamiltoniano. Otra diferencia principal es que las órbitas con radios promedio altos, como aquellas con n alto o ℓ alto, tendrán una energía menor que la energía potencial del oscilador armónico. Ambos efectos conducen a una reducción de los niveles de energía de las órbitas de ℓ alto.

### Números mágicos previstos

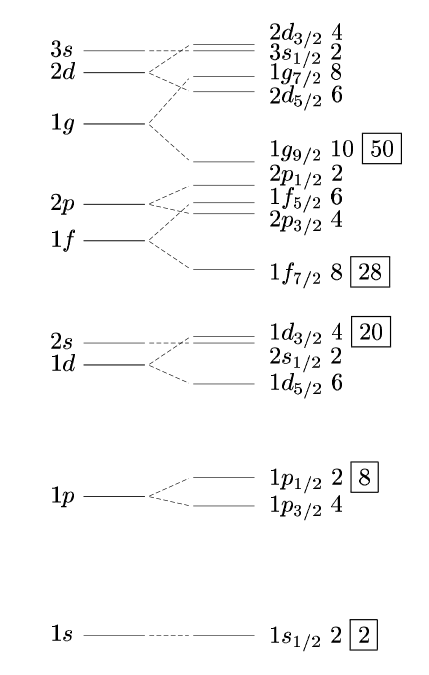
Niveles de energía bajos en un modelo de capa de una sola partícula con un potencial de oscilador (con un pequeño término negativo l^{2}) de interacción sin órbita de espín (izquierda) y con órbita de espín (derecha). El número a la derecha de un nivel indica su degeneración (2j+1). Los valores enteros recuadrados indican los números mágicos

Junto con la interacción espín-órbita, y para magnitudes apropiadas de ambos efectos, se llega a la siguiente imagen cualitativa: en todos los niveles, los estados j más altos tienen sus energías desplazadas hacia abajo, especialmente para n altos (cuando la j más alta es elevada). Esto se debe tanto a la energía negativa de la interacción espín-órbita como a la reducción de energía resultante de deformar el potencial a uno más realista. Por el contrario, los segundos estados j más altos ven su energía desplazada hacia arriba por el primer efecto y hacia abajo por el segundo efecto, lo que lleva a un pequeño cambio general. Los cambios en la energía de los estados "j" más altos pueden así acercar la energía de los estados de un nivel a la energía de los estados de un nivel inferior. Las capas del modelo de recubrimientos sucesivos ya no son idénticas a los niveles indicados por n, y los números mágicos cambian.
Entonces se puede suponer que los estados j más altos para n = 3 tienen una energía intermedia entre las energías promedio de n = 2 y n = 3, y suponer que los estados j más altos para n = 3 tienen una energía intermedia entre las energías promedio de n = 2 y n = 3. Los estados j más altos para n más grandes (al menos hasta n = 7) tienen una energía más cercana a la energía promedio de n−1. Entonces, se obtienen las siguientes capas (véase la figura)
- 1ª: 2 estados (n = 0, j = 1⁄2).
- 2ª capa: 6 estados (n = 1, j = 1⁄2 o 3⁄2).
- 3ª capa: 12 estados (n = 2, j = 1⁄2, 3⁄2 o 5⁄2).
- 4ª capa: 8 estados (n = 3, j = 7⁄2).
- 5ª capa: 22 estados (n = 3, j = 1⁄2, 3⁄2 o 5⁄2; n = 4, j = 9⁄2).
- 6ª capa: 32 estados (n = 4, j = 1⁄2, 3⁄2, 5⁄2 o 7⁄2; n = 5, j = 11⁄2).
- 7ª capa: 44 estados (n = 5, j = 1⁄2, 3⁄2, 5⁄2, 7⁄2 o 9⁄2; n = 6, j = 13⁄2).
- 9ª capa: 58 estados (n = 6, j = 1⁄2, 3⁄2, 5⁄2, 7⁄2, 9⁄2 o 11⁄2; n = 7, j = 15⁄2).

etcétera.
Téngase en cuenta que los números de estados después del cuarto nivel son números triangulares duplicados más dos. El acoplamiento entre giro y órbita hace que los llamados 'niveles de intrusión' bajen desde el siguiente nivel superior en la estructura de la capa anterior. Los tamaños de los intrusos son tales que los tamaños de los recubrimientos resultantes aumentan a los números triangulares duplicados inmediatamente superiores a los del oscilador armónico. Por ejemplo, 1f2p tiene 20 nucleones y el acoplamiento espín-órbita añade 1g9/2 (10 nucleones), lo que da lugar a una nueva capa con 30 nucleones. 1g2d3s tiene 30 nucleones, y al agregar el intruso 1h11/2 (12 nucleones) se obtiene un nuevo tamaño de capa de 42, y así sucesivamente.
Los números mágicos son entonces
- 2
- 8=2+6
- 20=2+6+12
- 28=2+6+12+8
- 50=2+6+12+8+22
- 82=2+6+12+8+22+32
- 126=2+6+12+8+22+32+44
- 184=2+6+12+8+22+32+44+58

etcétera. Esto proporciona todos los números mágicos observados y también predice uno nuevo (la llamada isla de estabilidad) con el valor de 184 (para los protones, el número mágico 126 aún no se ha observado, y consideraciones teóricas más complicadas predicen que el número mágico será 114).
Otra forma de predecir números mágicos (y semimágicos) es estableciendo el orden de llenado ideal (con división espín-órbita pero sin superposición de niveles de energía). Por coherencia, s se divide en j = 1⁄2 y j = -1⁄2 componentes con 2 y 0 miembros respectivamente. Tomando los conteos totales más a la izquierda y más a la derecha dentro de secuencias delimitadas por / aquí, se obtienen los números mágicos y semimágicos.
- s(2,0)/p(4,2) > 2,2/6,8, y entonces números (semi)mágicos 2, 2/6, 8
- d(6,4):s(2,0)/f(8,6):p(4,2) > 14,18:20, 20/28, 34:38, 40, y entonces 14,20/28,40
- g(10,8):d(6,4):s(2,0)/h(12,10):f (8,6):p(4,2) > 50, 58, 64, 68, 70, 70/82, 92, 100, 106, 110, 112, entonces 50, 70/82, 112
- i(14,12):g(10,8):d(6,4):s(2,0)/j (16,14):h(12,10):f(8,6):p(4,2) > 126, 138, 148, 156, 162, 166, 168, 168/184, 198, 210, 220, 228, 234, 238, 240, y entonces 126, 168/184, 240

Los números mágicos predichos más a la derecha de cada par dentro de los cuartetos divididos por / son números tetraédricos dobles del triángulo de Pascal: 2, 8, 20, 40, 70, 112, 168, 240; que son 2x 1, 4, 10, 20, 35, 56, 84, 120, ..., y los miembros más a la izquierda de los pares difieren del de más a la derecha por números triangulares dobles: 2 − 2 = 0, 8 − 6 = 2,20 − 14 = 6, 40 − 28 = 12, 70 − 50 = 20, 112 − 82 = 30, 168 − 126 = 42, 240 − 184 = 56, donde 0, 2, 6, 12, 20, 30, 42, 56, ... son 2 × 0, 1, 3, 6, 10, 15, 21, 28,....

### Otras propiedades de los núcleos
Este modelo también predice o explica con cierto éxito otras propiedades de los núcleos, en particular el espín y la paridad de los núcleos en su estado fundamental y, hasta cierto punto, también sus estados excitados. Se puede tomar como ejemplo 17
8O (el oxígeno 17): su núcleo tiene ocho protones que llenan las primeras tres capas de protones, ocho neutrones que llenan las primeras tres capas de neutrones y un neutrón adicional. Todos los protones en una capa de protones completa tienen momento angular total cero, ya que sus momentos angulares se cancelan entre sí. Lo mismo ocurre con los neutrones. Todos los protones en el mismo nivel (n) tienen la misma paridad (ya sea +1 o −1), y dado que la paridad de un par de partículas es el producto de sus paridades, un número par de protones del mismo nivel (n) tendrá paridad +1. Por lo tanto, el momento angular total de los ocho protones y los primeros ocho neutrones es cero y su paridad total es +1. Esto significa que el espín (es decir, el momento angular) del núcleo, así como su paridad, están totalmente determinados por el del noveno neutrón. Este está en el primer estado (es decir, de menor energía) del cuarto nivel, que es un nivel d (ℓ = 2), y dado que p = (−1)ℓ, esto da el núcleo una paridad global de +1. Esta cuarta capa d tiene una j = 5⁄2, por lo que se espera que el núcleo de 17
8O tenga paridad positiva y momento angular total 5⁄2, que de hecho tiene.
Las reglas para el ordenamiento de las capas del núcleo son similares a las reglas de Hund de las capas atómicas, sin embargo, a diferencia de su uso en física atómica, la finalización de una capa no significa alcanzar la siguiente n, como tal modelo de capas. No puede predecir con precisión el orden de los estados de los núcleos excitados, aunque tiene mucho éxito en predecir los estados fundamentales. El orden de los primeros términos se enumera a continuación: 1s, 1p3⁄2, 1p1⁄2, 1d5⁄2, 2s, 1d3⁄2... Para obtener más aclaraciones sobre la notación, consúltese el artículo sobre los símbolos de término de Russell-Saunders.
Para núcleos más alejados de los números mágicos cuánticos se debe agregar la suposición de que debido a la relación entre la interacción nuclear fuerte y el momento angular total, los protones o neutrones con el mismo n tienden a formar pares de momento angular opuesto. Por lo tanto, un núcleo con un número par de protones y un número par de neutrones tiene espín 0 y paridad positiva. Un núcleo con un número par de protones y un número impar de neutrones (o viceversa) tiene la paridad del último neutrón (o protón), y el espín es igual al momento angular total de este neutrón (o protón). Por últimas se entienden las propiedades que provienen del nivel energético más alto.
En el caso de un núcleo con un número impar de protones y un número impar de neutrones, se debe considerar el momento angular total y la paridad tanto del último neutrón como del último protón. La paridad del núcleo será un producto de ambas, mientras que el espín del núcleo será uno de los posibles resultados de la suma de sus momentos angulares (con otros posibles resultados siendo los estados excitados del núcleo).
El orden de los niveles de momento angular dentro de cada capa se organiza de acuerdo con los principios descritos anteriormente: debido a la interacción espín-órbita, donde los estados de momento angular elevado tienen sus energías desplazadas hacia abajo debido a la deformación del potencial (es decir, pasar de un potencial de oscilador armónico a uno más realista). Sin embargo, para los pares de nucleones, a menudo es energéticamente favorable tener un momento angular alto, incluso si su nivel de energía para un solo nucleón fuera mayor. Esto se debe a la relación entre el momento angular y la interacción nuclear fuerte.
El momento magnético nuclear de neutrones y protones se predice en parte mediante esta versión simple del modelo de capas. El momento magnético se calcula a través de j, ℓ y s del último nucleón, pero los núcleos no se encuentran en estados de ℓ y s bien definidos. Además, para núcleos impares, hay que considerar los dos últimos nucleones, como en el deuterio. Por lo tanto, se obtienen varias respuestas posibles para el momento magnético nuclear, una para cada posible estado combinado ℓ y s, y el estado real del núcleo es una superposición de ellos. Por tanto, el momento magnético nuclear real (medido) se encuentra en algún punto intermedio entre las posibles respuestas.
El momento dipolar químico de un núcleo es siempre cero, porque su estado fundamental tiene una paridad definida, por lo que la densidad de materia (ψ2, donde ψ es la función de onda) siempre es invariante bajo paridad. Esta suele ser la situación con dipolos eléctricos atómicos.
Esta versión simple del modelo de capas no puede predecir un desarrollo multipolar eléctrico y magnético más alto por razones similares a las del caso del deuterio.

## Incluyendo interacciones residuales

Las interacciones residuales entre los nucleones de valencia se incluyen diagonalizando un hamiltoniano efectivo en un espacio de valencia fuera de un núcleo inerte. Como se ha indicado, en la base utilizada sólo son activos los estados de monopartículas que se encuentran en el espacio de valencia

Para núcleos que tienen dos o más nucleones de valencia (es decir, nucleones fuera de una capa cerrada), se debe agregar una interacción residual de dos cuerpos. Este término residual proviene de la parte de la interacción entre núcleos no incluida en el potencial promedio aproximado. Mediante esta inclusión se mezclan diferentes configuraciones de capas y se rompe la degeneración energética de los estados correspondientes a la misma configuración.
Estas interacciones residuales se incorporan mediante cálculos del modelo de capa en un espacio modelo truncado (o espacio de valencia). Este espacio está abarcado por una base de estados de muchas partículas donde solo están activos los estados de una sola partícula en el espacio modelo. La ecuación de Schrödinger se resuelve sobre esta base, utilizando un hamiltoniano efectivo específicamente adecuado para el espacio modelo. Este hamiltoniano se diferencia del de los nucleones libres en que, entre otras cosas, tiene que compensar configuraciones excluidas.
Se puede eliminar por completo la aproximación del potencial promedio extendiendo el espacio modelo al núcleo previamente inerte y tratando todos los estados de una sola partícula hasta el truncamiento del espacio modelo como activos. Esto forma la base del modelo de CAPAS sin núcleo, que es un método ab initio. Es necesario incluir una interacción entre tres cuerpos en dichos cálculos para lograr la concordancia con los experimentos.

## Rotación colectiva y potencial deformado
En 1953 se encontraron los primeros ejemplos experimentales de bandas rotacionales en núcleos, con sus niveles de energía siguiendo el mismo patrón de energías J(J+1) que en las moléculas en rotación. En mecánica cuántica, es imposible tener una rotación colectiva de una esfera, por lo que esto implicaba que la forma de estos núcleos no era esférica. En principio, estos estados de rotación podrían describirse como superposiciones coherentes de excitaciones de huecos de partículas en la base de estados de potencial esférico de una sola partícula. Pero, en realidad, la descripción de estos estados de esta manera es difícil de resolver, debido a la gran cantidad de partículas de valencia, y esta dificultad era aún mayor en la década de 1950, cuando la potencia de cálculo era extremadamente rudimentaria. Por estas razones, Aage Niels Bohr, Ben Roy Mottelson y Sven Gösta Nilsson construyeron modelos en los que el potencial se deformaba hasta adoptar una forma elipsoidal. El primer modelo exitoso de este tipo se conoce ahora como modelo de Nilsson. Es esencialmente el modelo de oscilador armónico descrito en este artículo, pero con anisotropía agregada, por lo que las frecuencias del oscilador en los tres ejes cartesianos no son todas iguales. Normalmente, la forma es un elipsoide alargado, cuyo eje de simetría se considera z. Debido a que el potencial no es esféricamente simétrico, los estados de una sola partícula no son estados de buen momento angular J. Sin embargo, se puede agregar al hamiltoniano un multiplicador de Lagrange {\displaystyle -\omega \cdot J}, conocido como término de arranque. Por lo general, el vector de frecuencia angular ω se considera perpendicular al eje de simetría, aunque el eje inclinado de arranque se puede considerar anclado. Llenar los estados de una sola partícula hasta el nivel de Fermi produce estados cuyo momento angular esperado en el eje de arranque {\displaystyle \langle J_{x}\rangle } es el valor deseado.

## Modelos relacionados
Igal Talmi desarrolló un método para obtener información de datos experimentales y utilizarla para calcular y predecir energías que no han sido medidas. Este método ha sido utilizado con éxito por muchos físicos nucleares y ha llevado a una comprensión más profunda de la estructura nuclear. Se desarrolló la teoría que da una buena descripción de estas propiedades. Esta descripción resultó ser la base del modelo de carcasa del elegante y exitoso modelo de bosones interactivos.
Un modelo derivado del modelo de capa nuclear es el modelo de partículas alfa desarrollado por Henry Margenau, Edward Teller, J. K. Pering, T. H. Skyrme, también llamado a veces Skyrmion. Téngase en cuenta, sin embargo, que el modelo Skyrme generalmente se considera un modelo del nucleón mismo, como una nube de mesones (piones), en lugar de un modelo del núcleo como una nube de partículas alfa.